# Hadar Am
Pour les articles homonymes, voir Hadar.
Hadar Am (hébreu : הֲדַר עָם, litt. « agrume de la nation ») est un moshav israélien situé dans la plaine de Sharon et le district centre. Administrativement, il relève du conseil régional d'Emek Hefer. Il compte 635 habitants en 2016.

## Historique
Le moshav est créé en 1933 par des immigrés juifs de Lituanie et d'Amérique du Nord. Il est d'abord nommé Herut America Gimel après que deux autres moshavim ont été nommés Herut America Alef (aujourd'hui Herut (he)) et Herut America Bet (aujourd'hui Beit Herut (en)) en commémoration de l'association qui a aidé ces colons à émigrer. En 1943, il est renommé Hadar Am en raison des plantations d'agrumes qui entouraient le village. Plus tard, le moshav intègre des immigrés venus des Pays-Bas.
Hadar Am fait partie de l'Union agricole.
L'acteur Ofer Shechter (en) a résidé à Hadar Am.